# Gastropodidae
Gastropodidae är en familj av hjuldjur. Enligt Catalogue of Life ingår Gastropodidae i ordningen Ploima, klassen Eurotatoria, fylumet hjuldjur och riket djur, men enligt Dyntaxa är tillhörigheten istället ordningen Ploimida, klassen Monogononta, fylumet hjuldjur och riket djur. Enligt Catalogue of Life omfattar familjen Gastropodidae 11 arter. 
Kladogram enligt Catalogue of Life och Dyntaxa:
| Gastropodidae | \| \| Ascomorpha \| \| \| \| \| \| Gastropus \| \| \| \| |
|               | \| \| Ascomorpha \| \| \| \| \| \| Gastropus \| \| \| \| |
|               | Asciaporrectidae                                         |
|               |                                                          |
|               | Asplanchnidae                                            |
|               |                                                          |
|               | Birgeidae                                                |
|               |                                                          |
|               | Brachionidae                                             |
|               |                                                          |
|               | Clariaidae                                               |
|               |                                                          |
|               | Cotylegaleatidae                                         |
|               |                                                          |
|               | Dicranophoridae                                          |
|               |                                                          |
|               | Epiphanidae                                              |
|               |                                                          |
|               | Euchlanidae                                              |
|               |                                                          |
|               | Ituridae                                                 |
|               |                                                          |
|               | Lecanidae                                                |
|               |                                                          |
|               | Lepadellidae                                             |
|               |                                                          |
|               | Lindiidae                                                |
|               |                                                          |
|               | Microcodidae                                             |
|               |                                                          |
|               | Mytilinidae                                              |
|               |                                                          |
|               | Notommatidae                                             |
|               |                                                          |
|               | Proalidae                                                |
|               |                                                          |
|               | Scaridiidae                                              |
|               |                                                          |
|               | Synchaetidae                                             |
|               |                                                          |
|               | Tetrasiphonidae                                          |
|               |                                                          |
|               | Trichocercidae                                           |
|               |                                                          |
|               | Trichotriidae                                            |
|               |                                                          |
|               | Ascomorpha                                               |
|               |                                                          |
|               | Gastropus                                                |
|               |                                                          |

|  | Ascomorpha |
|  |            |
|  | Gastropus  |
|  |            |